# 瓦薩鎮區 (明尼蘇達州聖路易斯縣)
瓦薩鎮區（英語：Waasa Township）是位於美國明尼蘇達州聖路易斯縣的一個行政鎮區。

## 地方資料
瓦薩鎮區的面積為91.56平方千米，當中陸地面積為91.46平方千米，而水域面積為0.10平方千米。根據2020年美國人口普查的數據，當地共有人口225人，而人口密度為每平方千米2.46人。